# Gustave Vogt
Auguste-Georges-Gustave Vogt (Estrasburgo, 18 de marzo de 1781- París, 20 de mayo de 1837), fue el oboísta y profesor francés más significativo, y uno de los compositores más prolíficos, en la música para oboe en el siglo XIX, a menudo presentado como el abuelo del oboe moderno.

## Biografía

### Estudiante e intérprete
Nacido en Estrasburgo, siendo sus padres Frédéric Daniel Vogt y Elizabeth Werner. Se mudaron a París, siendo el aún muy joven y poco después, con 17 años, entra a formar parte de la clase de Alexandre-Antoine Sallantin (1775-1830) en el conservatorio de París, en 1798. Tres años después , a la edad de 20 años, fue galardonado con el premier prix, siendo uno de los sólo tres oboístas que consiguieron este premio.
Es en este momento cuando se produce una escasez de buenos oboístas en Francia debido a la vida cultural y las interrupciones para drenar los recursos humanos, causada por la Revolución y las campañas napoleónicas. Quizás es por esto por lo que Vogt , poco después de completar sus estudios ya había encontrado un empleo como segundo oboe en la orquesta del Théâthe Montansier, el cual ofertaba un programa variado, incluyendo ópera, ópera bufa y obras habladas intercaladas con arias cantadas, así como parodias y comedias. Hay que tener en cuenta que cada teatro de París (de los cuales Vogt formó parte) cultivaba una agenda política diferente, y muchos de los programas que se producían estaban pensados para provocar una reacción política concreta. Después de un tiempo se traslada al Ambigu-Comique, para tocar en comedias, ópera-comiques, espectáculos con marionetas, melodramas y ballets-pantomimas.
En 1800, comienza a tocar en el nuevo Théâtre Italien. Esta compañía que estaba especializada en la ópera italiana y compuesta en su mayoría por cantantes italianos, se formó en el mando de Napoleón, que visitaba con frecuencia el teatro. Este, al deber su creación a Napoleón, rápidamente se ganó la reputación de atraer audiencias políticamente progresistas. Pasados dos años en el teatro italiano, Vogt consigue el puesto de primer oboe en la Opéra-Comique, donde se mantenía un tono patriótico y durante la Restauración, los espectáculos eran a menudo políticamente muy atractivos. Mantuvo este puesto hasta 1812, cuando fue nombrado oboe principal de la orquesta francesa más prestigiosa de la época: la de la Ópera de París, ocupando este cargo hasta el 1834. Pero la carrera artística de Vogt se extendió más allá de sus responsabilidades en estas orquestas.
Estuvo siempre activo como solista, aunque también como integrante de música de cámara, y su fama se propagó a raíz de sus giras y conciertos por las provincias francesas, así como por Londres y Alemania, sin dejar de lado las visitas a su ciudad natal, Alsace. Vogt fue uno de los oboístas más ampliamente viajado del siglo XIX. Visitó su ciudad natal de Estrasburgo en 1818, en 1830 regresó a Alemania y de nuevo en el 1831; en 1826 tuvo conciertos en el norte de Francia, mientras que en 1830 visitó Múnich y Stuttgart. Además trabajó en Londres durante períodos más prolongados durante 1825 y 1828.

### La Capilla de Napoleón
La vida de Vogt, al igual que muchos otros, no estuvo exento de interrupciones debidas a la agitación social. En 1802, Napoleón revivía la prerrogativa que gozaban los reyes franceses de mantener una capilla privada repleta de música espléndida, y dos años más tarde tuvo una nueva capilla construida en el Palacio de las Tullerías. En 1802 fue reclutado en las filas del ejército de Napoleón como músico en la grenadiers à pied de la garde impériale y al año siguiente, con la condición de músico de primera clase. Vogt fue uno de los cuarenta músicos designados a este Chapelle du Premier Cónsul.
Durante el periodo de los Cien Días, Vogt se mantuvo como miembro del renombrado Chapelle du Premier Consul, pero en la restauración de la monarquía en 1815, junto con otros muchos músicos, fue expulsado de la Chapelle, por formar parte activa en el régimen napoleónico. En el caso de Vogt, la ironía era aún mayor, ya que, incluso durante su expulsión de la Royale Chapelle, fue admitido como miembro de la Garde des corps du roi (Guardián del cuerpo del rey).
La preocupación de Vogt por la simpatía bonapartista al parecer no era tan grande como la admiración por sus habilidades, y cuatro años después de la Restauración también fue reinstalado en la Chapelle Royale. Aparte de esta suspensión, Vogt estuvo tocando en la Chapelle hasta su disolución en 1830.
Finalmente, viajó a Milán para la coronación de Napoleón como rey de Italia en 1805, y más tarde en el mismo año participó en la campaña de Australia.
Además de contribuir en la música de Napoleón, también estuvo en otros cargos oficiales que incluyen la elaboración de la música para otros dos monarcas franceses: Charles X y Louis-Philippe XVIII.

### Otros cargos
Después de establecerse como músico en la Opera y en la Capilla, el siguiente cargo más importante para Vogt fue el del primer oboe de la Sociedad de Conciertos del Conservatorio (la cual estaba muy bien considerada), desde 1828 hasta 1844. La fama de la Société comenzó debido a ser la primera en representar la música orquestal de Beethoven en Francia. En cuanto a Vogt, hubo críticas a sus solos, tachándolos de ser técnicamente muy precisos, pero emocionalmente fríos y por lo tanto no llegar a ser un verdadero genio. Se le nombra como fundador de la Société, y a pesar de colaborar, no se le puede atribuir a él su fundación.
Vogt fue miembro también desde 1806 de la Société académique des enfants d´Apollon. Vogt siempre tuvo un papel activo en la organización, y en 1827 fue elegido presidente anual, cargo que viene con responsabilidades en relación con las reuniones del comité, la supervisión de la planificación de los conciertos, la impresión de los programas, y dando el discurso anual en las actividades.
En los conciertos de la Société d´Apollon se daba la oportunidad para sus miembros de mostrar su propia música en las actuaciones de los demás miembros así como invitar a los no miembros, por lo que Vogt en 1821 tocó una de sus Airs Variés, la cual emocionó a su maestro M. Salentin.
Vogt aparece regularmente en conciertos con los mejores músicos de París, combinando música instrumental y vocal ya fuera en música de cámara o con agrupaciones más grandes. Desde 1817 a 1820, fue miembro de un quinteto de viento, convocado debido al trompista Louis-François Dauprat (1781-1868). Este conjunto estrenó obras compuestas especialmente para el grupo por Antonin Reicha. Dos de los otros miembros fueron compañeros de Vogt en la orquesta de la Ópera: el flautista Joseph Guillou (1787-1853) y el clarinetista Jacques-Jules Boufil (1783-1868), mientras que el fagostista Antoine-Nicolas Henry (1777-1842) y Dauprat tocaron en la orquesta del Théâtre Feydeau.

## Pedagogo
Paralelamente a su actividad como intérprete, Vogt  fue maestro en el Conservatorio de París de 1809 a 1853 preparando a un gran número de oboístas, muchos de los cuales pasaron a ocupar importantes puestos orquestales en Francia e Inglaterra. La escuela la cual fundó fue la responsable del desarrollo de la interpretación del oboe y del estilo moderno francés, además del propio sistema del oboe (de Conservatorio) que se convertiría en el diseño del oboe más comúnmente usado y que todavía se toca en las orquestas de todo el mundo, con la excepción de Viena.
Vogt también compuso música para los concursos de oboe en el Conservatorio hasta su jubilación como profesor aunque su mejor legado como profesor lo encontramos en su método para oboe. Pero, incluso con 72 años, su relación con la institución no cesó del todo; continuó sirviendo en el Comité des études y suministrar morceaux de concours hasta 1864.

## Música
En 1802 Vogt, probablemente, ya había escrito al menos un concierto, que había interpretado en la audición de sus alumnos, el 10 de abril. Había estado en la clase de armonía impartido por Jean-Baptiste Rey (1734-1810) , quien había sido profesor en el Conservatorio. Vogt amplió sus estudios de composición con Antonin Reicha, exponente de la música vienesa en París. La influencia del clasicismo de Reicha , como su estilo melódico sencillo y efectivo, y su lenguaje equitativo, armónico es evidente en las composiciones de las dos primeras décadas de siglo de Vogt. Sin embargo la opinión del oboísta fue respetada en asuntos relacionados con la composición, y en 1839 fue elegido como miembro del jurado responsable de la designación de un nuevo profesor de composición avanzada en el Conservatorio.
En el siglo XX, su música ha atraído poca atención y lo hasta la fecha no ha aparecido una lista definitiva de todos sus trabajos. Ha escrito música de cámara, música vocal, airs variés (variadas melodías) , material pedagógico, música religiosa, conciertos, música para banda de vientos, así como colaboraciones y arreglos.
Hoy en día es prácticamente imposible encontrar alguna de la música Vogt impresa. A menudo se afirma que gran parte de la música nunca fue publicada, pero esto no es cierto. A pesar del limitado mercado para la música de oboe en el siglo XIX, una gran porcentaje de composiciones completas fueron publicadas en algún momento de su vida. De 95 obras, 34 se publicaron, y todo por editoriales parisinas.
El mayor grupo de obras publicadas son las obras concertantes para oboe. La mayoría de la música pedagógica quedó fuera de circulación pública, al igual que la música compuesta para ocasiones o/y artista específicos, como la música de cámara, que estaba compuesta por Vogt teniendo en mente intérpretes particulares, (así como las variaciones para varios solistas) y también permanecían inéditas. Todos los morceaux de concours fueron finalmente publicados, pero en la mayoría de los casos estaban disponibles impresas sólo después de tocarlas en el concurso.
En general, le gustaban los temas operísticos y los utilizaba en sus Air Variés. Componía a través de las óperas de Méhul, Dalayrec, Spontini, Auber y Rossini.  Las sinfonías concertantes son otro género popular en Paris a finales del siglo XVIII hasta su decadencia en 1820. Muchos de sus trabajos y en especial también sus Air Variés son para múltiples solistas, combinados con el diálogo entre un grupo instrumental de solistas con las variaciones que proporcionan así los medios para exhibir cada intérprete su técnica.
Las piezas para oboe y piano no son mayoritarias en la música de la primera mitad de siglo en Francia. Da testimonio de esto la escasez de obras originales de Vogt para este conjunto. Mucha de la música de cámara del oboísta envuelve uno o dos oboes (o corno inglés), en cambio de las 25 obras para cámara, sólo en 6 podemos escuchar partes para piano.
Música de cámara
- Dúos para oboe, y oboe y piano (o corno inglés)
- Tríos para dos oboes y corno inglés o tres oboes
- Cuarteto: Oboe, violín, viola, chelo
- Cuarteto: corno inglés, clarinete, trompa y fagot
- Cuarteto: Oboe, clarinete, trompa y fagot
- Quinteto: corno inglés, clarinete, trompa y dos fagots
- Quintetos: corno inglés y cuerdas / oboe y cuerdas
- Quinteto: Clarinete, flauta, corno inglés, trompa y fagot
Airs Variés
Música vocal
- Voz y acompañamiento piano o harpa
-Voz (bajo) y vientos
-Cantatas
Material pedagógico
-Método para oboe
-Dúos para oboe/ oboe y piano
-Obras de lectura a primera vista para alumnos de conservatorio
-Lectura a primera vista para clarinete
Música religiosa
Conciertos para Oboe
- 5 Conciertos para oboe y orquesta
- 1 Concertino para oboe y orquesta
- Concierto para dos oboes y orquesta (o cuarteto de cuerdas)
- Concierto para dos oboes (o oboe y fagot) y orquesta
Solos de concurso
Música para Banda de Vientos
- Bordelaise
- Merry Gleaner´s March
Arreglos, Colaboraciones y Encargos

## Recepción
Vogt fue recordado no tanto por la singularidad de determinados logros, sino por la longitud de su carrera y el número de diferentes oficinas en las que formó parte. Ya en 1853, cuando Vogt se retiró como profesor en el Conservatorio, un escritor Inglés comentó que "aunque tenga sesenta y tres años, sus diversos trabajos unidos, forman un total de ciento veinte y seis años”. Este es un ejemplo, único quizás, en la historia de los artistas, y que bien merece ser recordado. El mismo Vogt presentó un resumen de sus trabajos para apoyar su candidatura a la Legión de honor, que finalmente pudo conseguir en 1829.
Este recuento de la carrera del músico en términos de productividad o como años de servicio fue característico de la época y en concreto, la creciente preocupación burguesa por el profesionalismo. La disciplina era vista de forma  esencial para la profesionalización de ocupaciones marginales como la música, (atraídos las clases bajas y sin fortuna para quien la estabilidad económica con las que gozan las clases dedicadas a funcionar eran raramente alcanzables).
Dado su credencial y el papel fundamental que desempeñó en el desarrollo del oboe en Francia, ¿por qué no es Vogt hoy más famoso? Su actual reputación se basa en gran parte en sus actividades como pedagogo. Se le recuerda como el maestro de una generación de instrumentistas cuyos logros, vistos desde el punto de vista del "progreso" musical,  han eclipsado su maestría.
La actitud conservadora de Vogt hacia la modificación mecánica del oboe a menudo ha sido criticado y, a su vez, esto ha perjudicado la opinión sobre él en el siglo XX, castigándolo como un hombre viejo y algo terco que ha entorpecido, e incluso impedido, el curso de la evolución de los instrumentos.
Su música, que ha sido escrita principalmente para sus propios espectáculos en los salones y salas de conciertos de París, ha sufrido de desatención y olvido, incluso más algunos virtuosos compositores contemporáneos de otros instrumentos y, aún a pesar de la escasez de la música para oboe de este periodo, su música se ha mantenido en gran medida descuidada durante el siglo pasado. Hasta hace pocos años,  una pequeña parte de su música ha sido revivida y grabada, y no más que muy pocas de sus obras están disponibles en las ediciones modernas.
Su vida ofrece un caso fascinante sobre el estudio de una carrera de un músico, entre lo común y lo excepcional. Mientras que su carrera fue en muchos aspectos igual al de la mayoría de los músicos que trabajaron en el siglo XIX en Francia, al mismo tiempo,  sus cualidades sobresalientes le trajeron fama, estando presente en anuncios de prensa, publicaciones, informes, correspondencia… de la que es posible reconstruir una biografía. A pesar de que sus actuaciones solían suscitar grandes elogios, no lograron generar la gran cantidad de exaltación de los artistas más carismáticos.
Es importante entender que mientras pianistas, cantantes, violinistas y directores se les tiene en consideración, los intérpretes de otros instrumentos como el oboe han sido sistemáticamente pasados por alto.
El oboísta del siglo XIX, profesor de oboe y compositor Gustave Vogt, fue uno de esos músicos. Aclamado en su día como el principal oboísta de Europa, hoy Vogt está prácticamente olvidado por todos.